# Gilbert Ryle
Gilbert Ryle (ur. 19 sierpnia 1900 w Brighton, zm. 6 października 1976 w Oksfordzie) – filozof angielski, jeden z ważniejszych przedstawicieli brytyjskiej szkoły analitycznej.

## Życiorys
W latach 1945–1967 piastował stanowisko profesora filozofii metafizycznej („Waynflete Professor of Metaphysical Philosophy”) w kolegium Magdalene w Oksfordzie, oraz przez prawie dwadzieścia pięć lat był redaktorem magazynu „Mind”, mając duży wpływ na rozwój filozofii analitycznej w XX wieku.
W Systematically Misleading Expressions (1932), Ryle zaproponował stosowanie filozoficznej metody rozwiązywania problemów poprzez poprawną analizę inferencji nieodpowiednich abstrakcyjnych wniosków, ze zwykłego używania języka. Stosując tę metodę bardziej ogólnie w Categories (1938), Ryle pokazał jak nieodpowiednie zastosowanie potocznego wyrazu (wyrazu używanego w codziennym języku) może powodować pomyłkę kategorialną przez którą filozofowie są naprawdę wprowadzani w błąd.
W The Concept of Mind (1949) Ryle ostro krytykuje dualizm kartezjański, argumentując, że adekwatny opis ludzkiego zachowania nie musi nigdy odnosić się do niczego więcej jak tylko działania ludzkich ciał fizycznych. Ta forma logicznego behawioryzmu stała się przyjętym poglądem pośród filozofów języka potocznego przez kilka dekad. W Dilemmas (1954) i Collected Papers (1971) Ryle podejmuje szeroki zakres tematów z logiki filozoficznej i historii filozofii.